# 相浦川
相浦川（あいのうらがわ）は、長崎県の北松浦半島南西部の相神浦谷（相浦谷）を西へ流れ、南九十九島へ注ぐ二級河川である。流域の全域が長崎県佐世保市に属する。長崎県の川では流路延長3位・流域面積5位の河川規模をもつ。

## 地理
北隣の佐々川と同様に西へ流れ、それに多くの支流が合流する。
佐世保市街地の北東にある国見山系八天岳（標高707m）・隠居岳（標高670m）を水源とする。源流部は国見山系の溶岩台地に樹枝状の深い谷を刻む。本流は川谷貯水池で一旦貯水された後に北西へ流れ、柚木地域の盆地へ入る。
柚木では北東方向からの牟田川をはじめ多くの支流が合流する。川はさらに大野・皆瀬・中里と西へ流れる。皆瀬では北から小川内川が合流する。中里からは南西方向へ向きを変え、両岸には水田が広がる。相浦地域で再び住宅地の中を流れ、南九十九島へ注ぐ。
流域には川谷・相当・転石・山の田・才牟田・大里見・菰田の各貯水池があり、佐世保市の上水道用水に利用されている。また灌漑用のため池も多い。
上流の柚木地区にはゲンジボタル生息地があり、5-6月頃に成虫が出現する。また流域には甌穴（ポットホール）も多かったが、河川改修の過程でほとんど失われてしまった。
下流の相浦町付近では江戸期に新田開発が行われた。現在は相浦の町並みの他に佐世保市総合グラウンドや陸上自衛隊相浦駐屯地がある。また、橋が無かった頃に作られた飛び石が1ヶ所残っている。